# Khalid Al-Ghamdi
Khalid Al-Ghamdi, né le 28 mars 1988 à Khobar en Arabie saoudite, est un footballeur international saoudien. Il évolue au poste d'arrière droit avec le club de l'Al-Shabab FC.

## Biographie

### En club
Avec le club d'Al-Nassr FC, il participe à plusieurs reprises à la Ligue des champions d'Asie.

### En équipe nationale
Il reçoit trois sélections en équipe d'Arabie saoudite lors de l'année 2012.

## Palmarès
Avec l'Al-Nassr FC
- Champion d'Arabie saoudite en 2014 et 2015.
- Vainqueur de la Coupe d'Arabie saoudite en 2014.
- Finaliste de la Coupe d'Arabie saoudite en 2017.
- Finaliste de la Coupe du Roi des champions d'Arabie saoudite en 2016.
- Finaliste de la Supercoupe d'Arabie saoudite en 2015.